# Velika nagrada Doningtona 1937
Velika nagrada Doningtona 1937 je bila devetnajsta neprvenstvena dirka za Veliko nagrado v sezoni 1937. Potekala je 2. oktobra 1937 na angleškem dirkališču Donington Park pred 50.000 gledalci.

## Poročilo

### Pred dirko
Organizator dirke in nekdanji motociklistični dirkač, Fred Craner, je uspel na dirko privabiti obe nemški moštvi. Večina moštev je imela zelo malo časa za pot iz Brna do Doningtona, kjer se je prosti trening začel v sredo. Dirkalniki so potovali z vlakom in ladjo do pristanišča Dover, člani moštev pa so potovali z letalom. Moštvo Mercedes-Benza je na dirko pripeljal štiri dirkalnike, Auto Union tri, ostali dirkači pa so bili večinoma angleški privatniki. Nemški moštvi sta na gledalce naredili velik vtis, saj je bila to prva prava Grand Prix dirka v Angliji. To se je pokazalo tudi na stavnicah, saj se je na primer vložek na zmago Rosemeyerja povrnil petkratno. To so izkoristili mnogi nemški mehaniki in stavili na Rosemeyerja in ostale nemške dirkače. Achille Varzi se ni udeležil dirke, zamenjal ga je Rudolf Hasse. Steza je bila za to dirko prenovljena in podaljšana. Na četrtkovih prostih treningih je Bernd Rosemeyer postavil čas 2:14,6, v petek pa je Manfred von Brauchitsch s časom 2:10,4 osvojil najboljši štartni položaj, v prvo vrsto so se uvrstili še Rosemeyer, Hermann Lang in Richard Seaman. 

### Dirka
Pred 50.000 gledalci je najbolje štartal Lang, sledili so mu Caracciola, von Brauchitsch, Seaman, Rosemeyer, Hermann Paul Müller in Hasse. Rosemeyer je prehitel Seamana, toda nato po trčenju z Müllerjem v ovinku Coppice Corner zaostal, ker sta oba zapeljala s steze in se vrnila nanjo po pomožnih poteh. Caracciola, ki je bil na taktiki enega postanka v boksih, je začel umirjeno in spustil mimo tako von Brauchitscha, kot tudi Rosemeyerja. Lang je vodil do dvanajstega kroga, ko je imel težave z vodljivostjo dirkalnika in ga je prehitel von Brauchitsch, Rosemeyerja pa je uspel zadrževati za seboj do triindvajsetega kroga, ko je zapeljal na postanek v boksih. Mehaniki so ugotovili, da je ena od vzmeti v sprednjem delu vzmetenja počila. Lang se je še vrnil na stezo, toda tri kroge kasneje je odstopil. V istem krogu je na postanek v bokse zapeljal tudi do tedaj vodilni von Brauchtisch, tako da je vodstvo prevzel Rosemeyer, ki je imel prednost tridesetih sekund pred Caracciola, sledili so še von Brauchitsch, Müller, Seaman in Hasse. Seaman je poškodoval zadnje vzmetenje ob trčenju z Müllerjem in v devetindvajsetem krogu je moral na razočaranje večine gledalcev odstopiti. 
V dvaintridesetem krogu je Rosemeyer opravil enaintrideset sekund dolg postanek v boksih, vodstvo je prevzel Caracciola. Von Brauchitsch je bil zelo hiter in z najhitrejšim krogom je v šestintridesetem krogu prevzel vodstvo. Štiri kroge kasneje je Caracciola opravil svoj edini načrtovani postanek v boksih, ki je trajal sedemindvajset sekund, in padel na tretje mesto. Von Brauchitsch je tako vodil štiriindvajset sekund pred Rosemeyerjem, ki je s tveganim dirkanjem poskušal ujeti vodilnega, pri tem je izenačil najhitrejši krog dirke. Toda na polno je vozil tudi von Brauchitsch, ki je do svojega drugega postanka prednost povišal za dve sekundi. Rosemeyer je nadaljeval z dirkanjem na polno, želel si je privoziti čim več prednosti pred svojim drugim postankov, ko se je nenadoma predrla ena od prednjih gum na von Brauchitschevem dirkalniku. Mercedesov dirkač je pri 175 km/h uspel dirkalnik ujeti in pripeljati do boksov, toda to je pomenilo trideset sekund prednosti za Rosemeyerja, ko sta oba dirkača opravila postanka v boksih. S tem je Rosemeyer prišel do zanesljive zmage, von Brauchitsch je ostal drugi, Caracciola, ki se mu taktika enega postanka v boksih ni izšla, pa je bil tretji. 

### Po dirki
Na podelitvi pokalov po dirki so organizatorji dirke pozabili predvajati nemško himno, pobiralci stav pa so pobegnili, preden so nemški mehaniki prišli po priigran denar. Derby and District Motor Club je izplačal mehanike, da ne bi prišlo do škandala. To je bila zadnja zmaga za Rosemeyerja, ki se je januarja 1938 smrtno ponesrečil ob postavljanju kopenskega hitrostnega rekorda

## Rezultati

### Štartna vrsta
| _______1_______ von Brauchitsch Mercedes-Benz 2:10,4 |                                          | _______2_______ Rosemeyer Auto Union 2:11,4 |                                                 | _______3_______ Lang Mercedes-Benz 2:14,3 |                                             | _______4_______ Seaman Mercedes-Benz 2:15,4 |  |
|                                                      | _______5_______ Müller Auto Union 2:15,4 |                                             | _______6_______ Caracciola Mercedes-Benz 2:15,8 |                                           | _______7_______ Hasse Auto Union 2:19,0     |                                             |  |
| _______8_______ Bira Maserati 2:25,0                 |                                          | _______9_______ Mays ERA 2:26,2             |                                                 | _______10_______ Howe ERA 2:26,2          |                                             | _______11_______ Hanson Maserati 2:27,6     |  |
|                                                      | _______12_______ Dobson ERA 2:28,4       |                                             | _______13_______ Martin ERA 2:31,6              |                                           | _______14_______ Peter Whitehead ERA 2:32,0 |                                             |  |
| _______15_______ Maclure Riley 2:35,2                |                                          |                                             |                                                 |                                           |                                             |                                             |  |

### Dirka
| Poz | Št | Dirkač                  | Moštvo             | Dirkalnik          | Krogi | Čas/Odstop    | Št. m. |
| --- | -- | ----------------------- | ------------------ | ------------------ | ----- | ------------- | ------ |
| 1   | 5  | Bernd Rosemeyer         | Auto Union         | Auto Union C       | 80    | 3:01:02,5     | 2      |
| 2   | 3  | Manfred von Brauchitsch | Daimler-Benz AG    | Mercedes-Benz W125 | 80    | + 37,5 s      | 1      |
| 3   | 1  | Rudolf Caracciola       | Daimler-Benz AG    | Mercedes-Benz W125 | 80    | + 1:16,3      | 6      |
| 4   | 7  | Hermann Paul Müller     | Auto Union         | Auto Union C       | 80    | + 3:47,5      | 6      |
| 5   | 6  | Rudolf Hasse            | Auto Union         | Auto Union C       | 80    | + 8:47,5      | 7      |
| 6   | 8  | Prince Bira             | Privatnik          | Maserati 8CM       | 78    | +2 kroga      | 11     |
| 7   | 9  | Earl Howe               | H W Cook           | ERA B              | 77    | +3 krogi      | 10     |
| 8   | 19 | Arthur Charles Dobson   | H W Cook           | ERA B              | 74    | +6 krogov     | 12     |
| 9   | 15 | Robin Hanson            | Mrs M E Hall-Smith | Maserati 6CM       | 72    | +8 krogov     | 11     |
| Ods | 20 | Percy Maclure           | Privatnik          | Riley              | 67    | Zadnje vpetje | 15     |
| Ods | 8  | Raymond Mays            | H W Cook           | ERA B              | 51    | Zavore        | 9      |
| Ods | 4  | Richard Seaman          | Daimler-Benz AG    | Mercedes-Benz W125 | 29    | Vzmetenje     | 4      |
| Ods | 2  | Hermann Lang            | Daimler-Benz AG    | Mercedes-Benz W125 | 26    | Vzmetenje     | 3      |
| Ods | 18 | Brian Martin            | Privatnik          | ERA A              | 18    | Bat           | 13     |
| Ods | 16 | Peter Whitehead         | Privatnik          | ERA B              | 11    | Motor         | 14     |
| DNS | 16 | Peter Walker            | Privatnik          | ERA B              |       |               |        |
| DNS | 12 | Arthur Hyde             | Privatnik          | Maserati 8CM       |       |               |        |
| DNS | 2  | Christian Kautz         | Daimler-Benz AG    | Mercedes-Benz W125 |       |               |        |
| DNA | 14 | Antony Powys-Lybbe      | Privatnik          | ERA B              |       |               |        |
| DNA | 12 | Reggie Tongue           | Privatnik          | Maserati 8CM       |       |               |        |